# Neasura taprobana
Neasura fulvalis là một loài bướm đêm thuộc phân họ Arctiinae, họ Erebidae.